# 提綱
提綱（ていこう）とは、仏教用語で禅宗で大衆に対し宗門の綱要を説明または説法することで、提唱ともいう。
特に秉払のうち、住持に代わって修行者から選ばれた首座が法を説く際、頭首と客の問答が終了する度に住持がその問答を評論することをさす事が多く、その多くは語録に記載される.
本来の意味は綱要を提示するというものであり禅宗以外の仏教における講義にあたるが、禅宗の教文の外に仏法の大意を明らかにするという立場から意図的にこの語を用いている。